# إيكاترين مايرينج ميكادزه
إيكاترين مايرينج ميكادزه (بالجورجية: ეკატერინე მაიერინგ-მიქაძე) هي دبلوماسية وخبيرة في العلاقات الدولية ومستشارة في السياسات العامة ولدت عام 1967. عملت سفيرة لجورجيا في قطر والكويت والأردن والمملكة العربية السعودية ولبنان والعراق والبحرين وعمان والإمارات العربية المتحدة. 2020-2021، كانت زميلة في مبادرة أوروبا الحدودية لمعهد الشرق الأوسط كجزء من برنامج يركز على القضايا الاستراتيجية والعلاقات بين دول الشرق الأوسط وأجزاء أوروبا الشرقية وآسيا الوسطى والقوقاز التي تشكل منطقة حدودية بين أوروبا الغربية وروسيا والشرق الأوسط.

## حياتها
وُلدت إيكاترين مايرينغ-ميكادزي في غوري، جورجيا، عام 1967، وتلقّت تعليمها في العاصمة تبليسي. في عام 1984، التحقت بجامعة تبليسي الحكومية، حيث درست اللغة العربية وفقه اللغة الجورجية. بعد عام قضته في جامعة تونس بين عامي 1988 و1989، أكملت دراستها عام 1990، ثم تابعت تعليمها العالي في معهد الدراسات السياسية بباريس. تخرجت عام 1995 بشهادة دبلوم الدراسات المعمقة (DEA) في العلوم السياسية.

## سيرتها الدبلوماسية
خلال سنوات دراستها الجامعية، شاركت ميرينغ ميكادزه بنشاط في حركة الاستقلال الجورجية. وبعد استعادة دولة جورجيا وانهيار الاتحاد السوفيتي في عام 1991، عملت في طاقم الرئيس إدوارد شيفرنادزه الشخصي كمستشارة دولة من عام 1992 حتى عام 1995 ولكنها استقالت بسبب الافتقار إلى النزاهة والمساءلة في الإدارة. واصلت ميرينغ ميكادزه مهام البحث والاستشارات في أوروبا والشرق الأوسط حتى أوائل العقد الأول من القرن الحادي والعشرين، ودُعيت لاحقًا للانضمام إلى وزارة خارجية جورجيا في عام 2004 في أعقاب التغيير السياسي في نوفمبر 2003. ومن عام 2004 حتى عام 2006 كانت سفيرة في الأردن حيث افتتحت أول سفارة لجورجيا في المنطقة العربية خارج مصر. ومن عمان غطت لبنان والكويت والإمارات العربية المتحدة والمملكة العربية السعودية، كانت في فبراير 2006 أول سفيرة يتم اعتمادها على الإطلاق. من عام 2007 إلى عام 2009، شملت الدول المعتمدة لميرينج ميكادزي الأردن ولبنان والعراق، حيث تمركزت القوات الجورجية من عام 2003 إلى عام 2008. من عام 2009 إلى عام 2012، عملت سفيرة لدى الكويت، ومن هناك تم اعتمادها أيضًا لدى دول مجلس التعاون الخليجي الأخرى، المملكة العربية السعودية، والبحرين وقطر والإمارات العربية المتحدة وعمان. ومن ديسمبر 2012 حتى عام 2017، عملت سفيرة لدى قطر.

## المنشورات
- تكتونيات الجغرافيا السياسية في الشرق الأوسط: العلامات الزلزالية في القوقاز.[6]
- هل نفد زخمنا؟ جدل الطاقة والبحر الأسود.[7]
- الاهتمام المنجرف: لماذا لا يزال البحر الأسود يحظى بأهمية.[8]
- البترودولارات والجائحة: السياحة الخليجية في جورجيا.[9]
- "من دبي مع الحب. الهجرة ما بعد السوفييتية في الإمارات العربية المتحدة" في: جابر هناء وميترال فرنسا (دير.)، عالم الحركات والمهاجرين والهجرات إلى الشرق الأوسط في القرن الحادي والعشرين، المعهد الفرنسي للشرق الأدنى IFPO، بيروت، 2005.[10]

## الأوسمة
حصلت ميرينغ-ميكادزي على:
- وسام الوجبة من أمير قطر تميم بن حمد آل ثاني في عام 2017.
- وسام التميز الرئاسي من رئيس جورجيا في عام 2010.